# Lydord
Lydord (sjældent Onomatopoietikon) er en betegnelse for et ord, som er dannet ved efterligning af naturlig lyd. Eksempelvis er dyrelydene "muh" og "øf" onomatopoietika, ligesom "pip", "vov" eller "mæh". Desuden ses det i orddannelser såsom "plask", "splat" "bøvs" og "bang".[kilde mangler]

## Onomatopoietikon
Et lydord kaldes sjældent  et Onomatopoietikon (flertal: Onomatopoietika), af græsk: onoma, "navn" eller "ord", og poiein, "skabe").[kilde mangler]

## Sprogenes oprindelse
Eksistensen af lydord har ofte været brugt som argument imod strukturalisme, der hævder at verbalsproget er tilfældigt konstrueret. Dette tilbagevises dog af Ferdinand de Saussure i hans tekst Lingvistikkens objekt.

## Universalitet
Lydord er ikke universelle, men afhænger af sprog. Eksempelvis er lydordet for en kats lyd "miav" på dansk, "meow" på engelsk og "nyan" på japansk.